# Norra Sälskär
Norra Sälskär är en ö i Åland (Finland). Den ligger i Skärgårdshavet eller Bottenhavet och i kommunen Hammarland i landskapet Åland, i den sydvästra delen av landet. Ön ligger omkring 41 kilometer nordväst om Mariehamn och omkring 300 kilometer väster om Helsingfors.
Öns area är 20,5 hektar och dess största längd är 0,8 kilometer i nord-sydlig riktning. Ön höjer sig omkring 10 meter över havsytan.